# Esto no tiene nombre
Esto no Tiene Nombre fue un programa que mostraba denuncias ciudadanas que transmitía TVN los días miércoles a las 22:45 horas. Durante sus tres primeras temporadas, fue conducido por el periodista Iván Núñez; a su salida de TVN, lo reemplazó desde su cuarta temporada la también periodista Monserrat Álvarez en 2009 y 2010, lo suyo lo hizo Mónica Pérez en los años 2011 y 2012. Su última conductora fue Paulina de Allende-Salazar entre 2013 y 2015. El programa tenía por objetivo revelar irregularidades tanto en servicios públicos como en empresas privadas, que iban en directo perjuicio de la ciudadanía.
El programa llevaba ocho temporadas al aire (emitiéndose en 2013 la octava). Durante la primera temporada el programa obtuvo buenas cifras de audiencia, con lo que se dio pie para una segunda temporada que comenzó el día 5 de marzo de 2008; luego a una tercera a fines del mismo año. A la salida de Iván Núñez de Televisión Nacional en enero de 2009, el programa fue tomado por Monserrat Álvarez para conducirlo en su cuarta temporada, iniciada el miércoles 4 de marzo de ese año. Desde marzo de 2011 y tras la partida de Monserrat Álvarez a Canal 13, el programa fue conducido por Mónica Pérez, hasta que esta última asume la conducción del noticiario central de TVN en noviembre de 2012 y pasa a ser reemplazada por Paulina de Allende-Salazar en marzo de 2013. Ahora se encuentra suspendido ya que se estaban realizando grabaciones en la ciudad de Mellipilla.

## Primera temporada
El primer capítulo del programa se emitió el 4 de abril de 2007, con el caso de un grupo de niños que habían resultado con graves lesiones producto de unos juegos infantiles en mal estado, y con la denuncia del uso ilegal por parte de algunos bancos del Dicom histórico. El programa lideró en sintonía con 15.8 puntos.
Otros casos de importancia fueron el de un pastor evangélico que utilizó firmas de seguidores para pedir un crédito, el caso de una madre que debió elegir entre uno de sus hijos para someterlo a un trasplante producto de limitaciones de la isapre, entre otros casos. El capítulo más visto fue el de cierre de temporada, con el caso de un joven que fue inculpado por un crimen que nunca cometió, producto de un alcance de nombres.
Sin embargo, no todo fue bueno para el programa. Durante el mes de junio de 2007, el Consejo Nacional de Televisión resolvió multar a TVN por el capítulo número 3 de Esto no tiene nombre, por "falta de objetividad" y "atentar contra la dignidad personal del afectado", según consta en acta. El capítulo trataba sobre unas supuestas negligencias médicas cometidas por un cirujano.
Aun así, la temporada logró una buena aceptación del público, obteniendo un promedio de 15.5 puntos.

## Segunda temporada
El primer capítulo se emitió el 5 de marzo de 2008 y concluyó el 21 de mayo de 2008, con una denuncia contra un colegio en la comuna de San Bernardo, investigado por la periodista Isabel Tolosa el cual incurría en graves faltas como aislar a los alumnos que no tenían su mensualidad al día, y falsificar los niveles de asistencia de los alumnos con el objeto de recibir más dinero por concepto de subvenciones. Esto a propósito de las irregularidades en la entrega de las mismas, lo que provocó gran revuelo en el panorama político nacional, donde se cuestionó a la entonces Ministra de Educación, Yasna Provoste. El capítulo obtuvo 25,5 puntos promedio de índice de audiencia.  
Antes del lanzamiento de la temporada, su conductor, el periodista Iván Núñez, manifestaba las dificultades de realizar denuncias contra empresas privadas que eran auspiciadores del canal, puesto que en algunos casos, habrían presentado su molestia ante las autoridades de TVN.